# مسجد اير تريس
مسجد اير تريس هو واحد من أقدم المساجد في حي كمبار في مقاطعة رياو بإندونيسيا .

## التطور التاريخي
تم بناء المسجد في عام 1901، وكان بنائه مبادرة من قبل رجل دين يدعى مودو بونغكال، وفي عام 1904 تم الانتهاء من المسجد وتم افتتاحه، يقع المسجد في قرية تانجونج بيرولاك في سوق عفا عليها الزمن في مدينة كمبار  في مقاطعة رياو باندونيسيا، قع المسجد على بعد نحو 13 ميلا من وسط مدينة ماونت فيرنون و 52 كم من مدينة بيكانبارو في رياو بإندونيسيا .

## أسطورة والثقافة
خارج المسجد وهناك أحواض مياه تحتوي على صخرة كبيرة تشبه رأس جاموس، ويقال أن الحجر ثابت منذ عرف في مكانه لا يتحرك، يتردد على مسجد اير نريس السياح المحليين والأجانب، وخاصة من سنغافورة وماليزيا، تتم الزيارة أساسا خلال شهر الصوم شهر رمضان أو عيد الفطر .

## العمارة
عمارة المسجد تظهر مزيجا من الطراز عمارة الملايو والعمارة الصينية، مع وجود سقف على شكل هرم، يتفرد المسجد بأن جميع المباني مصنوعة من الخشب، من دون استخدام الحديد في بنائه، وعلى الجدران هناك نحت الحلي ومنحوتات مماثلة عثر على مثيلات لها في مساجد فهغ في ماليزيا.